# Maria Horvath
Maria Horvath (* 6. Juni 1963) ist eine österreichische Schachspielerin.

## Leben
Maria Horvath begann im Alter von sieben Jahren mit dem Schachspielen. Seit 1982 nahm sie regelmäßig an Österreichischen Meisterschaften der Frauen teil und wurde 1990 in Braunau am Inn Österreichische Staatsmeisterin. Insgesamt fünf Mal wurde sie Vizemeisterin.
Im Jahr 1985 nahm sie am Frauen-Zonenturnier in Bad Lauterberg im Harz teil und erhielt den Titel FIDE-Meister der Frauen (WFM).

## Nationalmannschaft
Horvath nahm für Österreich an zehn Schacholympiaden der Frauen (1984, 1988 bis 1998 und 2002 bis 2006) teil. Sie gewann Gold am dritten Brett bei der Schacholympiade 1988 in Thessaloniki zusammen mit Peng Zhaoqin.
Außerdem spielte sie für Österreich bei vier Europäischen Mannschaftsmeisterschaften der Frauen (1992, 1997, 2001, 2005).

## Vereine

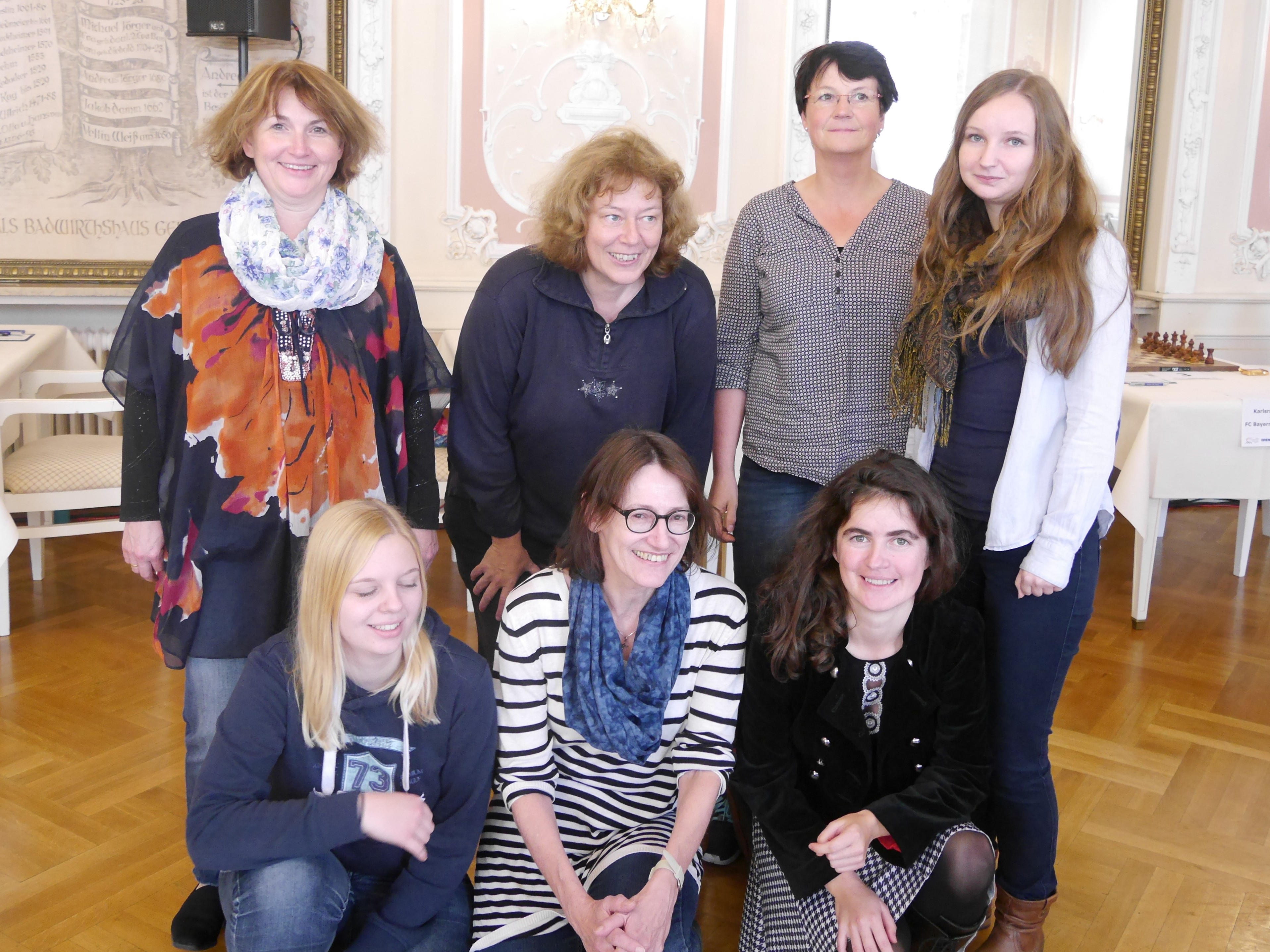
SG Augsburg 2016 in Baden-Baden

In der österreichischen Bundesliga (bzw. Staatsliga A) hatte Horvath in den Saisons 1991/92 (für den SK Austria Wien), 2014/15 und 2017/18 (jeweils für ASVÖ Pamhagen) einzelne Einsätze.
Für Pamhagen spielt sie außerdem in der österreichischen Frauenbundesliga und gewann mit diesem Verein die Meisterschaften 2013, 2016, 2017 und 2019.
In Deutschland spielt Maria Horvath für die Schachgesellschaft Augsburg, unter anderem in den Saisons 1997/98 und 2016/17 in der Frauenbundesliga.
Am European Club Cup der Frauen nahm Horvath 1999 mit dem Club Carinthia sowie 2013 und 2016 mit ASVÖ Pamhagen teil.